# Enicospilus barbarae
Enicospilus barbarae là một loài tò vò trong họ Ichneumonidae.